# Henri Allorge
Pour les articles homonymes, voir Allorge.
Henri Allorge, aussi Henry Allorge et  H. A., né le 20 mars 1878 à Magny-en-Vexin (Val-d'Oise), et mort le 16 janvier 1938 a Paris, est un poète et homme de lettres français.

## Biographie
Des Poèmes de la solitude (1901) a L'Espoir obstine (1929), en passant par La Splendeur douloureuse (1912) et Les Petites Poèmes électriques et scientifiques (1924), il a oscillé entre Parnasse et symbolisme et trouve le meilleur de son inspiration dans des figures géométriques comme le cercle, l'asymptote, ou musicales, comme le contrepoint, "lingot pur du chant profond"[pas clair].
Il est membre du conseil d'administration de la Maison de poésie à partir de 1928.

## Œuvres
Ouvrages
- Le Baiser volé, 12 p. : in-fol., Édition : Paris : Ricordi , cop. 1919, Compositeur : Fernand Le Borne (1862-1929)
- Ciel contre terre, 1 vol. (94 p.), Édition : Paris : Hachette , 1924 (4 septembre), Illustrateur : Édouard Zier (1856-1924), Version numérisée de Edouard Mathé. Rétractation. Poésie d' H. Allorge dans Gallica
- Edouard Mathé. Rétractation. Poésie d' H. Allorge, 10 p. : in-fol., Chant et piano, Édition : Paris : A.-Z. Mathot , cop. 1909, Auteur du texte : Henri Allorge (1878-1938), Compositeur : Édouard Mathé (1863-1936)
- La Source berceuse. Poésie de Henri Allorge., Chant et piano, Édition : Paris : A. Z. Mathot, éditeur , 1924
- Henri Allorge. Les Ailes de l'âme, pièce en l'acte en vers, Édition : Paris, Société moderne d'édition théâtrale , 1910. In-8°, 24 p.
- L'Âme géométrique, In-8°, Édition : Paris , (1906), Auteur du texte : Henri Allorge (1878-1938), Préfacier : Camille Flammarion (1842-1925), Henri Allorge. L'Âme géométrique, poésies. Lettre-préface de M. Camille Flammarion, Édition : Paris, Plon-Nourrit et Cie , (1906). In-16, 48 p., fig., couverture illustrée, Auteur du texte : Henri Allorge (1878-1938)
- Henri Allorge. L'Âme géométrique, poésies. Lettre-préface de M. Camille Flammarion, Édition : Paris, Plon Nourrit et Cie , (1906). In-16, 49 p., fig., couverture illustrée
- Henri Allorge. Le Bagne sans sommeil, 1 vol. (222 p.), Les Meilleurs romans populaires. No 46, Édition : Paris : éditions S.E.T. , 1929
- Le Baiser volé. Poésie de Henri Allorge. Chant et piano, Édition : Paris : R. Deiss, éditeur , 1928, Compositeur : Louis Dumas (1877-1952)
- Berceuse marine. Paroles de Henri Allorge, musique de Prudent Pruvost, In-fol., Édition : Paris : B. Roudanez , [1905]
- Buis bénit. Poésie de Henri Allorge. Chant et piano, Édition : Paris : R. Deiss, éditeur , 1926, Compositeur : Louis Dumas (1877-1952)
- Henri Allorge. Ce pauvre M. Doine, Collection des Romains populaires. No 168, Édition : Paris, Impr.-Édition 'Maison de la Bonne Presse' (Société anonyme), 5, rue Bayard , 1926. (4 mars 1927.) In-8, 27 p. 1 fr. [4040]
- La Chanson du chevrier. Paroles de Henri Allorge, musique de Prudent Pruvost, In-fol., Édition : Paris : [s.n.] , [1904], La Chanson du chevrier. Paroles de Henri Allorge, musique de Prudent Pruvost, In-fol., Édition : Paris : B. Roudanez , [1905]
- Charlot, Janot et Jocrisse, p. 611-633, Extr. de la Grande Revue, octobre 1921, Édition : [S. l.] , 1921
- Clair de lune, pièce lyrique en 2 tableaux, d'après Guy de Maupassant. Poème de Henri Allorge. Partition chant et piano, Édition : Paris : Salabert , 1937, Auteur ou responsable intellectuel : Guy de Maupassant (1850-1893)
- Henri Allorge. Le Clavier des harmonies, transpositions poétiques, Édition : Paris, Plon-Nourrit et Cie , 1907. In-16, XII-150 p.
- Henri Allorge. Comme au temps joli des marquises, poésies, Édition : Paris, Plon-Nourrit et Cie , 1908. In-8°, 62 p.
- Les Débuts de deux inventions / par Henri Allorge ; ill. de M. Toussaint, 1 vol. (28 p.), Les Livres roses pour la jeunesse. 539, Édition : Paris : libr. Larousse , 1932 Effusion. Paroles de Henri Allorge, musique de Jules Massenet (1842-1912), In-fol., 4 pages. Édition : Paris : "Au Ménestrel" Heugel , 1912.
- L'énigme de la crypte, Roman, 1 vol. (255 p.), Édition : Paris : éditions Gautier-Languereau , 1931
- L'Espoir obstiné, 178 p., Édition : Paris : éditions de la Revue des poètes : Perrin et Cie, libr.-éditeurs , 1929 (25 mars 1930)

Prix Artigue de l’Académie française 1930
- Henri Allorge. L'Essor éternel, poésies, 1 vol. (179 p.), Édition : Paris : Plon-Nourrit et Cie , [1909]

Prix Jules-Davaine de l'Académie française 1910
- Les étoiles mortes, 94 p., Édition : Paris : Maison de la Bonne Presse , 1928. (23 juillet)
- Le général Ordonneau (1770-1855), 120 p., Édition : Paris : E. Paul , 1904
- Le grand cataclysme, Roman du centième siècle, 1 vol. (253 p.), Édition : Paris : libr. Larousse , 1929 (4 mai 1931), Le Grand Cataclysme Roman du 100e siècle, par Henri Allorge, 1 vol. (258 p.), Drames d'histoire et de police, Édition : Paris : les éditions G. Crès et Cie , 1922

Prix Sobrier-Arnould de l'Académie française 1923
- Jalousie. (Poésie de H. Allorge). Musique de Edouard Mathé, In-fol., 3 p., Note : Chant et piano, Édition : Paris : G. Ricordi , [1909], Compositeur : Édouard Mathé (1863-1936)
- Lettre de Camille Saint-Saëns, Dans : Revue musicale, mars 1936, Édition : [S.l.] : [s.n.] , 1936, Auteur du texte : Henri Allorge (1878-1938)
- La Machine à coudre ! Paroles de Henri Allorge, musique de Prudent Pruvost, In-fol., Édition : Paris : B. Roudanez , [1906]
- La maison de Richard Wagner à Bellevue, In : Revue musicale, février 1936, Édition : [S.l.] : [s.n.] , 1936
- Le Mal de gloire, 2e édition, Édition : Paris : E. Sansot , 1913
- Henri Allorge. Le Mal de la gloire, roman, Envoi autographe de l'auteur à Maurice Barrès, Édition : Paris, E. Sansot et Cie , 1913. - In-16, 308 p. [Don 80-1863 (192)]
- Henri Allorge. Le Mal de la gloire, roman. [2e édition.], 1 vol. (308 p.), Édition : Paris : E. Sansot , [1919]
- Paul Féval fils et Henri Allorge. Miriakris, amie d'enfance de Jésus, 319 p., Édition : Paris : éditions Baudinière , 1927 (5 juillet), Auteur du texte : Henri Allorge (1878-1938), Paul Féval (1860-1933)
- Henri Allorge. Le Moulin de Blanval, Romans populaires. No 159, Édition : Paris, impr. Paul Féron-Vrau ; maison de la Bonne Presse, 5, rue Bayard , 1925. (17 mai.) In-8, 75 p. [6611]
- Ode au drapeau de France, pour piano et chant (ad lib.). Paroles de Henri Allorge. Musique de Georges Corroyez, ...;  6 p. : in-fol., Édition : Paris : Evette & Schaeffer , [1920], Compositeur : Georges Corroyez (compositeur, 18..-1950)
- Henri Allorge. Petit poèmes électriques et scientifiques. Préface de M. Edouard Schuré, Édition : Paris, impr. P. Provost Perrin et Cie, libr.-éditeurs, 35, quai des Grands-Augustins , 1924. In-16, 155 p. 10 fr. [4332]
- Petits poèmes électriques et scientifiques, Édition : Paris : Perrin , 1924
- Petits poèmes électriques et scientifiques..., In-16, Édition : Paris , 1924, Préfacier : Édouard Schuré (1841-1929)
- Poèmes de Henri Allorge, Gabriel Boissy, Francis Carco, André Delacour, Raymond de la Tailhède, Eugène le Mouël, Maurice Magre, Jeanne Marvig, François Mauriac, Marcel Ormay, Jeanne Perdriel-Vaissière, Saint-Georges de Bouhélier, André Salmon, Jean Valmy-Baysse, Miguel Zamacoïs, 32 p., Édition : Paris : l'Illustration , 1934 ; Auteur du texte : Henri Allorge (1878-1938), Gabriel Boissy (1879-1949), Francis Carco (1886-1958), André Delacour (1882-1958), Raymond de La Tailhède (1867-1938), Eugène Le Mouël (1859-1934), Maurice Magre (1877-1941), Jeanne Marvig, François Mauriac (1885-1970), Marcel Ormoy (1892?-1934), Saint-Georges de Bouhélier (1876-1947), André Salmon (1881-1969), Jean Valmy-Baysse (1874-1962), Miguel Zamacoïs (1866-1940)
- Henri Allorge. Poèmes de la solitude, Exemplaire sur papier de Hollande, Édition : Paris, éditions de la 'Revue des poètes' , 1901. In-16, 175 p.
- Henri Allorge. Poèmes de la solitude, Édition : Paris, éditions de la 'Revue des poètes' , 1901. In-16, 173 p.
- Henri Allorge. Poèmes de la solitude, Don de l'auteur, Édition : Paris, éditions de la 'Revue des poètes' , 1902. In-16, 173 p.
- Un poète spiritualiste, Wilfrid Lucas, Pag. 33-37, Extr. du Mercure de Flandre, avril 1931, Édition : [S. l.] , 1931
- Henri Allorge. Quatre Rondels Louis XV. Illustrations d'Edmond Rocher, Extrait de 'l'Atlantide'. - Don de l'auteur. - La couverture imprimée sert de titre, Édition : Paris, l'auteur , 1904. Gr. in-8°, 4 p., fig., couverture illustrée
- Les Rayons ensorcelés, 1 vol. (256 p.), Édition : Paris : Fernand Nathan , 1935
- [Recueil. Dossiers biographiques Boutillier du Retail. Documentation sur André Dumas], 24 pièces, Édition : Paris : La revue hebdomadaire : Revue bleue : La revue, etc. , 1896-1943, Auteur du texte : Henri Allorge (1878-1938), André Beaunier (1869-1925), Henry Bidou (1873-1943), Maurice Brillant (1881-1953), Adolphe Brisson (1860-1925), André Dumas (1874-1943), André Fontainas (1865-1948), Gustave Fréjaville (1877-1955), Amélie Murat (1882-1940), Gaston Rageot (1871-1942), Firmin Roz (1866-1957), Edmond Sée (1875-1959), Nicolas Ségur (1874-1944), Gabriel Trarieux (1870-1940), Collecteur : Armand Boutillier du Retail (1882-1943)
- [Recueil. Dossiers biographiques Boutillier du Retail. Documentation sur Antoine de Torche], 1 pièce, Édition : Paris : Revue bleue , 1934 (1er septembre), Collecteur : Armand Boutillier du Retail (1882-1943)
- [Recueil. Dossiers biographiques Boutillier du Retail. Documentation sur Pierre-Simon de Laplace], 8 pièces, Édition : Paris : Les Contemporains : Revue de la semaine : Mercure de France : etc., 1912-1942. Auteur du texte : Henri Allorge (1878-1938), Marcel Boll (1886-1958), M. Ricard (journaliste, 19..?-19..?), Camille Vallaux (1870-1945). Collecteur : Armand Boutillier du Retail (1882-1943)
- Les Robinsons de France-Nouve ou la Nouvelle Ile mystérieuse. Roman, par Henri Allorge. Illustrations de Pierre Noury, 1 vol. (263 p.), Collection Les Jeunes, Édition : Paris : Éditions "les Œuvres représentatives , 1931
- Le Roi des perles, roman inédit, 94 p., Édition : Paris : Éd. S.E.T. , cop. 1926
- Henri Allorge. Le Roi des perles, roman inédit, Les Romans à lire en royage. IX. Trois heures de voyage. Trois heures de lecture, Édition : Paris, impr. Henry Maillet, 3, rue de Châtillon ; éditions S. E. T., 57, avenue de la Grande-Armée , 1926. (4 janvier 1927) In-16, 94 p. 2 fr. [2497]
- Le Secret de Nicolas Flamel, par Henri Allorge. Illustrations de Jean Hée, 1 vol. (255 p.), L'Adolescence catholique, sous la direction du chanoine Boyreau, Édition : Paris : éditions 'Œuvres représentatives' , 1929
- Henri Allorge. La Splendeur douloureuse, Édition : Paris, Plon-Nourrit et Cie , (s. d.). In-16, IV-192 p., Auteur du texte : Henri Allorge (1878-1938)
- Henri Allorge. La Splendeur douloureuse, Édition : Paris, Plon-Nourrit et Cie , (1912). In-16, IV-192 p.

Prix Archon-Despérouses 1913
Préfacier
- Jean de Peretti. Joyaux et reliques. [Préface de Henri Allorge.], In-16, 189 p., portrait, Édition : Paris : E. Figuière , 1927, Auteur du texte : Jean de Peretti della Rocca (1855-1932)
- Lucie Rondeau-Luzeau. Les Voix du mystère, Édition : Paris, R. Helleu , 1935. In-8, 65 p. [2191]

## Pour approfondir